# Lucas County, Iowa
Lucas County är ett administrativt område i delstaten Iowa, USA, med 8 898 invånare. Den administrativa huvudorten (county seat) är Chariton. 

## Geografi
Enligt United States Census Bureau så har countyt en total area på 1 124 km². 1 115 km² av den arean är land och 9 km² är vatten.  

### Angränsande countyn
- Warren County - nordväst
- Marion County - nordost
- Monroe County - öst
- Wayne County - syd
- Clarke County - väst